# 應桂馨

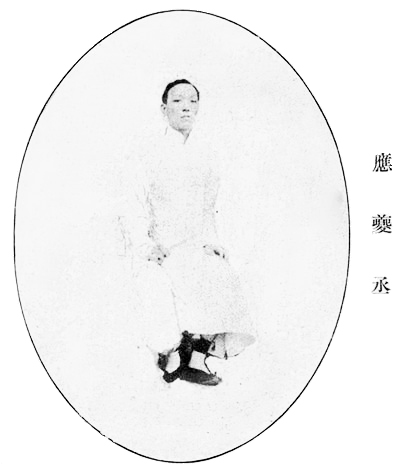

應桂馨（1864年—1914年1月），字夔丞，辛亥革命元勋，清末民国军政人物，青幫大佬。應桂馨是陈其美亲信，也是宋教仁遇刺案的主要嫌疑人之一。曾任江苏巡查总长。宁波鄞县人。

## 生平
應桂馨生于富豪实业之家，父亲原为宁波石匠，赴上海包工发迹，成为上海地产、营造的巨商。應桂馨早年家境优渥，有才名，曾考中秀才，通英文，还曾教书授课。后加入青帮，为青帮大佬，属“大”字辈，与袁克文（袁世凯次子）、李徵五同辈。

### 资助辛亥革命
應桂馨與陳其美有往來，陳其美的革命機關大多借住應家，並收留亡命黨人。应家时有房屋三十多间，时众多革命党人曾在应家避难和商讨革命机要，包括陈其美、于右任、李徵五等革命元勋。陈其美联合應桂馨的青帮势力反清革命，借此打开长江中下游特别是上海的革命局面。應桂馨也是同盟会元老之一。
上海光复后，陈其美任沪军都督府都督，应桂馨随即受重用，被委任为沪军都督府谍报科科长，掌握机要。孙中山自海外归国至上海,，应桂馨也负责接待和保卫。孙中山自上海赴南京，保卫工作亦由应桂馨负责。孙中山就任中华民国临时大总统，应桂馨被命为总统卫队司令，后改调任南京总统府庶务科长。

### 宋教仁遇刺案
1913年3月20日民国第一届國會召開前夕，宋教仁遇刺中弹就医，取出弹头。
3月22日，宋教仁身亡。案发之后，上海县知事、上海地方检察厅悬赏缉捕，沪宁铁路局也出资悬赏，
3月23日，古董字画商王阿法到英租界捕房报称：一周以前因卖字画曾去巡查长應桂馨家，應桂馨拿出一张照片，要他谋办照片上的人，愿出酬金1000元。王阿法当时不敢答应，宋遇刺后见各报刊登宋照片与他见照片相同，于是报案。应桂馨随即成为第一个被捕的真凶。英租界捕房进一步拘捕若干嫌疑人，经沪宁车站的外国职员辨认，认出凶手武士英（真名吴福铭）。搜查應桂馨家宅，又搜得手枪一柄，枪内餘弹两枚，经检验与宋教仁体内取出的弹头匹配。从應桂馨家宅搜出的信件中以及从电报局取得應桂馨发往北京的电稿中，发现国务总理赵秉钧的秘书洪述祖致電應桂馨说过：「毀宋酬勛，相度機宜，妥籌辦理。」3月14日，應桂馨回洪述祖的「寒電」電文是：「梁山匪魁四出擾亂，危險實甚，已發緊急命令，設法剿捕之，乞轉呈，候示。」3月18日，洪述祖復應桂馨電：「寒電立即照辦。」3月19日，洪述祖又電催應：「事速照行。」3月21日凌晨晨兩點即宋教仁遇刺不久，應致洪電：「二十時四十分鐘，所發急令已達到，請先呈報。」3月21日，應致洪電：「號電諒悉，匪魁已滅，我軍一無傷亡，堪慰，望轉呈。」等。由此，洪述祖、赵秉钧和袁世凱成为幕后凶嫌。趙秉鈞極力否認與此案有關。
3月26日，赵秉钧以国务院名义通电各省称：“据應夔丞二十三日函称，沪上发现一种监督政府、政党之裁判机关，宣告宋教仁、梁启超、袁世凯、赵秉钧、汪荣宝等之罪状，特先判决宋教仁之死刑，即时执行。”当时此通电不但没能将公众视线转移到这个突然冒出来的凶嫌“沪上裁判机关”上，反而暴露了赵秉钧的国务院和直接凶嫌應桂馨当时的信函往来。
5月1日，赵秉钧被迫辭去國務總理一職，改任直隸都督（驻天津）。
此时经和英法领事交涉，應桂馨、武士英从上海公共租界會審公堂转到上海地方（中国人的）當局的监狱。移交不久，武士英吃了應桂馨的朋友送的毒馒头，暴毙狱中。蔡东藩因此在《民国演义》中感叹：“可见中国监狱，不如西捕房的严密，徒令西人观笑，这正是令人可叹了。”

### 遇刺身亡
7月25日，應桂馨从狱中逃出，先到青岛躲避起来。国民党讨袁的二次革命失败后，应桂馨开始显露行迹，公开发出请“平反冤狱”的通电。后又公然从青岛到北京向袁世凱索酬，要求袁实践“毁宋酬勋”的诺言，给他勋位和巨额现金。袁本来希望用赏钱叫他离开北京，不能公开授勋，應桂馨却坚持勋位金钱两大条件缺一不可，终于激怒袁，以至于袁派出四名大漢追殺。應桂馨得到风声后逃跑，1914年1月19日，在往天津的火車上被京畿军政执法处人员郝占一和王雙喜亂刀砍死。
宋教仁遇刺案发生后，总理赵秉钧引嫌辞职，不久调任为直隶都督（驻天津）。應桂馨在火车中被杀时，他正在直隶都督任上。他一获應桂馨的死讯，不请示袁就发出缉捕凶手的命令，并在长途电话中向袁抱怨：“應桂馨如此下场，以后谁还敢替总统办事呢？！”一个月之内，赵秉钧在天津督署内中死亡、或按赵家说法是突然中风而亡。